# جيف باور
جيف باور (بالإنجليزية: Jeff Bower)‏ هو مدرب كرة سلة أمريكي، ولد في 26 أبريل 1961 في Hollidaysburg, Pennsylvania ‏ في الولايات المتحدة.

## وصلات خارجية
- جيف باور على موقع سبورتس رفرنس (الإنجليزية)
- جيف باور على موقع كلية كرة السلة في سبورتس رفرنس.كوم (الإنجليزية)